# Yên Nghĩa (xã)
Yên Nghĩa là một xã cũ thuộc huyện Ý Yên, tỉnh Nam Định, Việt Nam.
1. Vị trí địa lý hành chính xã Yên Nghĩa
Xã Yên Nghĩa nằm ở phía Bắc, Tây Bắc huyện Ý Yên là một trong 5 xã thượng cùng của huyện Ý Yên ngày nay và cũng là một trong 10 xã thuộc huyện Ý Yên trước năm 1954 khi chưa sáp nhập với huyện Phong Doanh, Ninh Bình.
Phía Bắc và Tây giáp xã Yên Thành, phía Đông Bắc và Đông giáp xã Yên Trung ngày nay (trước đây là xã Văn Phú), phía Tây Nam giáp xã Yên Phương (trước đây là xã Nghĩa Phương), phía Nam và Đông Nam có sông Mỹ Đô (trước đây là sông Thiên Phái) là địa giới hành chính tự nhiên với xã Yên Chính (trước là xã Chính Lộc) và xã Yên Tân (trước là xã Chấn Hưng). Xã Yên Nghĩa là xã nằm lọt trong lòng các xã miền thượng cùng Ý Yên.
Từ Yên Nghĩa nhìn về phía Tây cách sông Đáy khoảng 2 km, bên kia là tỉnh Ninh Bình. Yên Nghĩa là địa phương cận kề với huyện lỵ Ý Yên cũ nằm ở phía Bắc cầu Bo thuộc xã Yên Chính hiện nay. Trước cách mạng Tháng Tám, Yên Nghĩa chủ yếu giao thông bằng đường thủy theo dòng sông Thiên Phái (nay là sông Mỹ Đô) ra sông Đáy đi các nơi khác. Đường bộ Yên Nghĩa đi lại rất khó khăn, vì thế trước kia Yên Nghĩa trở thành căn cứ kháng chiến của huyện Ý Yên.
2. Truyền thống lịch sử văn hoá Yên Nghĩa
Làng quê Yên Nghĩa cũng giống nét chung của làng Việt Cổ ‘‘cây đa, giếng nước, sân đình’’ kiến trúc đình chùa mái ngói, mái đao uốn cong mang đậm nét kiến trúc phương đông, thể hiện đậm nét văn hoá của nền văn minh sông Hồng (nền văn minh lúa nước). Tiêu biểu có Đình Ruối, nơi thờ Kiến quốc phu nhân Lương Thị Minh Nguyệt và chồng là Đinh Liệt (danh tướng của Bình Định Vương Lê Lợi) ở làng Chuế Cầu (nay là làng Ngọc Chuế) đã góp công cùng nghĩa quân Lê Lợi đánh thắng giặc Minh. Hoa trên đình được chạm khắc trên các hoàng xà, tường kẻ nóc, nội dung chạm khắc tứ linh, tứ quý rất tinh xảo và đẹp mắt. Đình Ruối còn lại đến ngày nay đã chứng minh nền kiến trúc dân tộc và văn hoá tín ngưỡng của ông cha ta rất đáng được trân trọng, tự hào. Đình Ruối thờ Kiến quốc phu nhân đã trở thành di sản văn hoá vật thể và phi vật thể độc đáo của quê hương. Lễ hội Đình Ruối xã Yên Nghĩa tổ chức vào 10 - 11 âm lịch hàng năm
Từ các cuộc đấu tranh chống xâm lược kéo dài đã tạo cho quê hương Yên Nghĩa có truyền thống yêu nước, tiêu biểu cho tinh thần ấy là người phụ nữ anh hùng, bà Lương Thị Minh Nguyệt đã cùng chồng là ông Đinh Tuấn góp công cùng nghĩa quân Lê Lợi đánh thắng giặc Minh ngay ở Thành Cổ Lộng (một vị trí quan trọng giúp nghĩa quân Lê Lợi tiến ra Thăng Long). Chiến công của bà vô cùng oanh liệt mà ngày nay cũng như mãi mãi về sau người dân Yên Nghĩa nói riêng và dân tộc Việt Nam nói chung đều biết ơn quê hương Yên Nghĩa.
3. Điều kiện tự nhiên – xã hội
Dân số năm 2005 Yên Nghĩa là 5.031 người. Diện tích của xã là 480 ha, trong đó diện tích đất canh tác là 363 ha, đặc biệt Yên Nghĩa có rất nhiều ruộng ngoài địa giới hành chính xã. Tổng số ruộng canh tác ở các xã lân cận như Yên Phú, Yên Thành, Yên Thọ, Yên Phương và Yên Trung là 200 ha. Được hưởng lộc vua ban của ‘‘Kiến Quốc phu nhân để lại’’, nên ngày nay con cháu bà mới có nhiều ruộng nhất nhì so với các xã trong vùng, bình quân khoảng 32 thước (khoảng 2 sào/đầu người).
Yên Nghĩa ngày nay gồm nhiều làng Việt cổ, các làng đó được mang tên rất hay như: Nhân Nghĩa, Đô Phan, An Liêu, Nhan Cầu, Trung Cầu, Thanh Khê, Cổ Liêu, Ngọc Chuế, đã từ lâu gọi là quê hương bà Lương Thị Minh Nguyệt (bà ‘‘Kiến Quốc phu nhân’’. Điều này chứng tỏ cái tên Ngọc Chuế cùng với các làng trên đã có từ trước đó khá lâu.
Mặt khác theo công trình nghiên cứu của các nhà khoa học đã công bố vào những năm 80 của thế kỷ XX trên tạp chí lịch sử thì các làng cổ gắn liền với các tên: Cổ Liêu, Cổ Đam, Cổ Hương, Cổ Lộng và Lạc Chính,... có thể có từ thời Hùng Vương cách đây khoảng trên 2000 năm.
Trước Cách mạng tháng 8 năm 1945, chế độ cũ phân bổ đơn vị hành chính chia nhỏ ra nhiều xã, làng to là một xã hoặc hai làng là một xã, Yên Nghĩa trước Cách mạng Tháng 8 có tới 4,5 xã nhỏ gồm có:
- Nhân Nghĩa, Đô Phan, An Liêu thuộc tổng Phí Khê huyện Ý Yên;
- Nha Cầu, Cổ Liêu, Trung Cầu, Thanh Khê và Ngọc Chuế lại thuộc tổng Mạc Tử huyện Ý Yên.
Năm 1946, sau lần bầu cử Hội đồng nhân dân xã đầu tiên, huyện thực hiện quyết định sáp nhập các làng xã nhỏ lại thành đơn vị hành chính xã mới. Do vậy xã Yên Nghĩa lúc này sáp nhập từ 8 làng nhỏ của hai tổng Phí Khê và Mạc Tử thành hai xã mới:
- Nhân Nghĩa, Đô Phan và An Liêu thành một xã mới lấy tên là Vô Vọng;
- Nha Cầu, Cổ Liêu, Trung Cầu, Thanh Khê và Ngọc Chuế thành một xã lấy tên là Chuế Cầu.
Đến cuối năm 1947, huyện tiếp tục sáp nhập hai xã Vô Vọng và Chuế Cầu với một thôn của xã Yên Thành thành một xã mới lấy tên là Trung Nghĩa. Xã Trung Nghĩa tồn tại trong thời kỳ kháng chiến chống Pháp.
Năm 1956, huyện quyết định tách từ 27 xã thành 31 xã, trong đó xã Trung Nghĩa được tách ra làm hai xã là Yên Nghĩa và Yên Thành, Xã Yên Nghĩa có tên chính thức từ đó đến nay.
Cũng vào năm 1956, huyện Ý Yên thực hiện quyết định đổi tên cho các xã mới, thống nhất toàn huyện lấy chữ "Yên" đứng đầu tên 31 xã trong huyện. Từ đó xã Trung Nghĩa được tách thành hai xã Yên  Nghĩa và Yên Thành. Từ đó tên xã Yên Nghĩa chính thức được xác lập đến ngày nay.